# Haemocinus
Haemocinus is een geslacht van kreeftachtigen uit de klasse van de Malacostraca (hogere kreeftachtigen).

## Soort
- Haemocinus elatus (A. Milne-Edwards, 1873)